# Mario Goretti (calciatore)
Mario Goretti (Deruta, 10 febbraio 1958) è un ex calciatore italiano, di ruolo centrocampista.

## Carriera
Ha militato in Serie A con le maglie di Perugia e Cagliari, totalizzando complessivamente 91 presenze e 6 reti in massima serie. Ha disputato 12 incontri coi perugini nella stagione 1978-79, nella quale gli umbri chiusero il campionato imbattuti e al secondo posto, miglior risultato della loro storia.
Ha inoltre militato in Serie B nelle file di Sambenedettese, Perugia e Campobasso, per complessive 177 presenze e 5 reti. In particolare Goretti ha disputato col Campobasso, oltre che il torneo di C1 1987-88,  tutti i cinque campionati cadetti finora all'attivo dei rossoblù molisani.

## Palmarès
- Coppa Piano Karl Rappan: 1

Perugia: 1978